# Ptičie
Ptičie és un poble i municipi d'Eslovàquia. Es troba a la regió de Prešov, al nord del país.

## Història
La primera referència escrita de la vila data del 1451.

## Demografia
| Godina             | 1994 | 2004   | 2014   | 2024   |
| ------------------ | ---- | ------ | ------ | ------ |
| Nombre de persones | 613  | 621    | 654    | 640    |
| Diferència         |      | +1,30% | +5,31% | −2,14% |

| Godina             | 2023 | 2024   |
| ------------------ | ---- | ------ |
| Nombre de persones | 635  | 640    |
| Diferència         |      | +0,78% |